# میل باکسس
میل باکسس (انگلیسی: Mail Boxes) شرکت خوشه‌ای ایتالیایی است، که در سال ۱۹۸۰ تأسیس شد.